# Anoploderomorpha diplosa
Anoploderomorpha diplosa är en skalbaggsart som beskrevs av Holzschuh 2003. Anoploderomorpha diplosa ingår i släktet Anoploderomorpha och familjen långhorningar. Inga underarter finns listade i Catalogue of Life.